# Martin Jäger
Martin Jäger, född på 1600-talet, död 1 maj 1748, var en svensk snörmakare, riksdagsledamot och politiker.

## Biografi
Martin Jäger föddes på 1600-talet. Han arbetade som snörmakare i Stockholm och blev senare ålderman. Jäger avled 1748.
Jäger var riksdagsledamot för borgarståndet i Stockholm vid riksdagen 1720, riksdagen 1723 och riksdagen 1726–1727.